# Kuchyně Niue

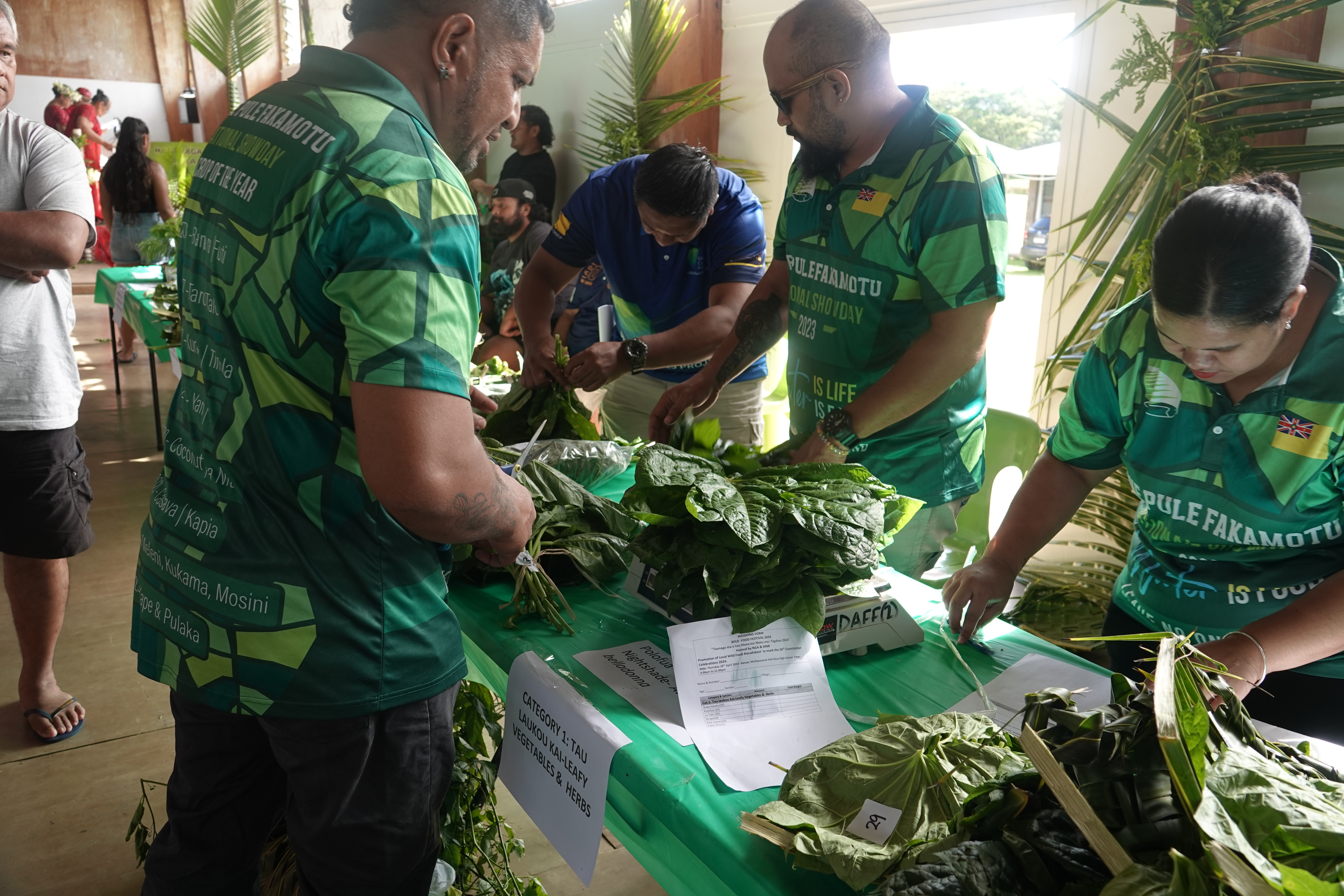
Listová zelenina prodávaná na gastronomickém festivalu na Niue

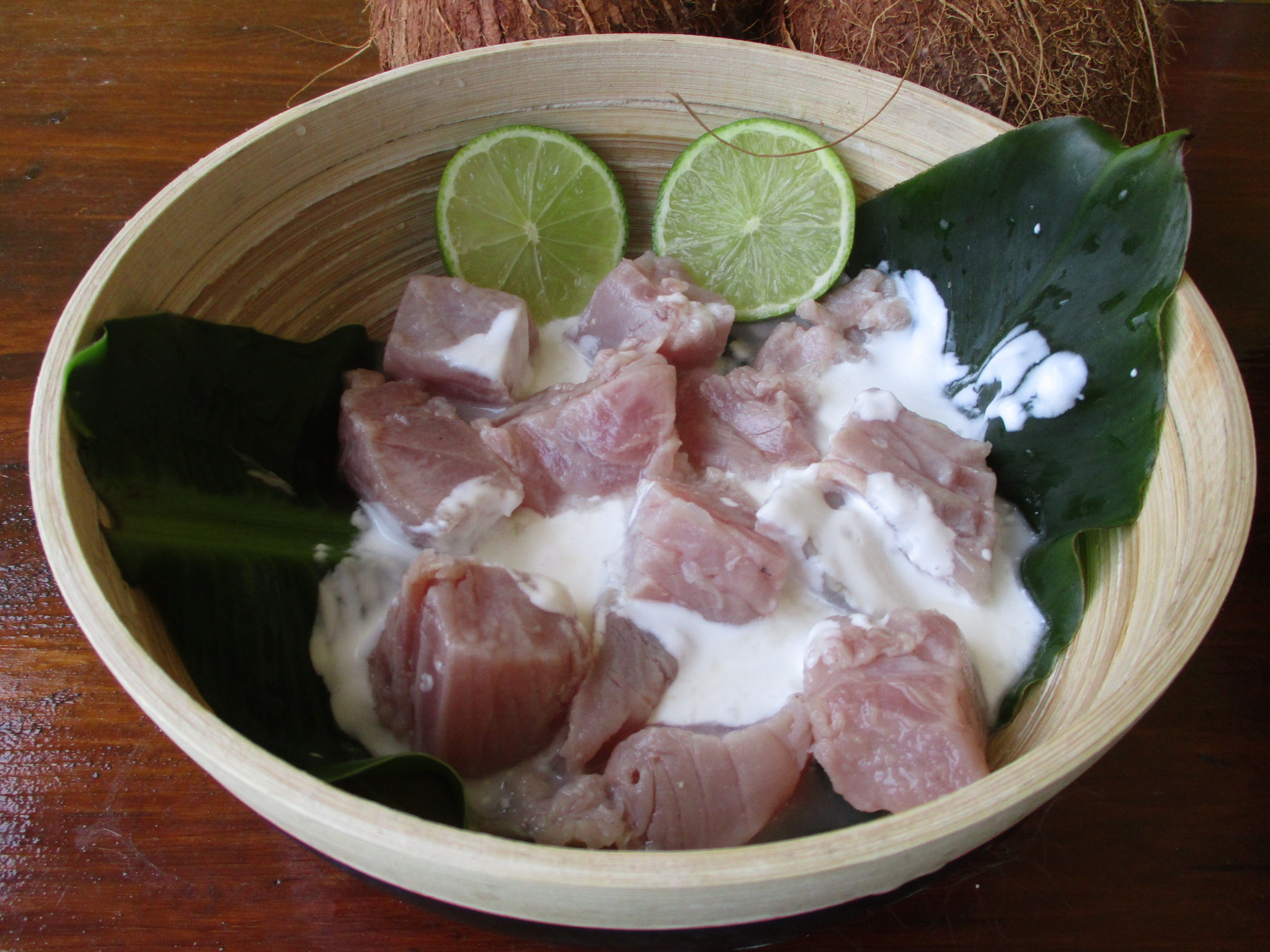
Ota ikia

Kuchyně Niue vychází z polynéských tradic. Nejčastěji používá lokálně dostupné suroviny, jako je maniok, taro, chlebovník, kokos nebo mnohé druhy tropického ovoce. Na mnoho způsobů jsou připravovány také ryby a mořské plody. Lokální specialitou jsou též pokrmy z palmových krabů (uga) a divokých holubů (lupe). Mnohé pokrmy jsou tradičně připravovány ve hloubených pecích s rozpálenými kameni na dně zvaných umu (obdoba novozélandského hāngi). Na Niue je také pěstována vanilka.
Krom tradiční kuchyně jsou v některých restauracích a barech na Niue podávány také pokrmy ze světové kuchyně.

## Příklady niueských pokrmů a nápojů
Příklady niueských pokrmů a nápojů:
- Nane, hustá kaše z kokosu a arrowrootu (prášku z maranty třitinové).
- Takihi, sladký pudink z tara, kokosu a papáji.
- Pitako pia, chléb z kokosu a arrowrootu.[4]
- Ota ikia, pokrm ze syrového rybího masa marinovaného v citrusové šťávě, podávaného v kokosovém mléce.
- Kokosová voda[5]